# Harting
Harting – civil parish w Anglii, w hrabstwie West Sussex, w dystrykcie Chichester. Leży 19 km na północny zachód od miasta Chichester i 78 km na południowy zachód od Londynu. W 2001 miejscowość liczyła 1407 mieszkańców.